# Vihtasaari (ö i Norra Karelen, Joensuu, lat 63,25, long 29,33)
Vihtasaari är en ö i Finland. Den ligger i sjön Pielisjärvi och i kommunen Juga i den ekonomiska regionen  Joensuu ekonomiska region  och landskapet Norra Karelen, i den centrala delen av landet, 400 km nordost om huvudstaden Helsingfors. Öns area är 2,4 hektar och dess största längd är 340 meter i sydöst-nordvästlig riktning.